# Mosquée Jame d'Andijan
Le complexe architectural de la mosquée Jame d'Andijan est un monument architectural du XIXe siècle, situé à Andijan (Ouzbékistan). Il comprend une mosquée, une médersa et un minaret. Au milieu du XIXe siècle, le statut de ville est accordé aux établissements possédant une mosquée en Ouzbékistan. La construction du complexe Jami se déroule de 1883 à 1890,,. La superficie totale du complexe est de 1,5 hectare. Au sein du complexe se trouve le Musée littéraire et artistique de la région d'Andijan,.

## Madrassa
La madrassa a une longueur de 123 mètres,. L'entrée centrale de la est ornée de portails voûtés traditionnels en forme de dôme. De petits minarets pointus décoratifs sont érigés de chaque côté de la section d'entrée de la façade. Les murs du bâtiment sont ornés de motifs et de mosaïques aux couleurs traditionnelles bleues et vertes, typiques de l'architecture de la vallée de Ferghana. À l'origine, la madrassa était construite sous la forme de la lettre « U » et est à ciel ouvert. Les principaux éléments de la conception intérieure de la madrasa sont des écrans en treillis géométriques, des niches et des alcôves. Le complexe de la mosquée Jame, tout comme la madrassa, est situé dans la partie ouest de l'ensemble architectural, et sa façade principale est composée de 26 arches. Au sommet du minaret, une base en forme de dôme et un petit dôme octogonal sont installés, avec un croissant de lune au sommet. Les parties centrales et supérieures du minaret sont ornées de dômes décoratifs et d'une frise sculptée. La façade du bâtiment comporte des arbres fruitiers et des éléments de décoration l'entourent. L'entrée principale de la madrassa est orientée vers l'est et est construite avec un porche surélevé. Un arc pointu est élevé de chaque côté. Des minarets d'angle avec des dômes sont situés de chaque côté. Des pavillons avec des dômes se trouvent dans les coins des murs du premier étage. Les arcs d'autel des cellules du deuxième étage ajoutent du charme à l'entrée principale.

## Mosquée
La mosquée Andijan Jame est une mosquée de prière en activité dans la ville,. Elle est située dans la partie ouest du complexe. Son architecture comprend une cour correctement orientée avec trois côtés formant une rangée d'Iwans surélevés, voûtés et en dôme. Le minaret est situé dans la cour. Avec une hauteur de 32 mètres, le minaret est le plus haut de toute la vallée de Ferghana. Il dispose d'une galerie octogonale au premier niveau, construite au-dessus d'un mur de base à huit côtés. La mosquée possède cinq entrées (une au sud et deux au nord et à l'est). Le complexe de la mosquée Jame d'Andijon est construit avec la participation d'architectes tels qu'Isaxon, Yusufali Musayev et d'autres artisans. Il subit des dommages lors du séisme de 1902. Les bâtiments sont rénovés en 1971-1974 et 1999-2000. Le complexe est inclus dans la liste des sites du patrimoine culturel et sur la liste du patrimoine mondial de l'UNESCO.

## Nouveau bâtiment de la mosquée
La construction du nouveau bâtiment de la mosquée Jame commence en 2018 et est achevée en mai de la même année,. Le nouveau bâtiment est construit dans le style des anciennes structures à quatre Iwans et quatre entrées. Sur chacun de ses deux côtés, il y a des minarets de 54 mètres de hauteur et un dôme d'un diamètre de 18 mètres est construit au sommet du bâtiment principal. Alors que la mosquée précédente était conçue pour accueillir 5 000 fidèles, le nouveau bâtiment peut accueillir plus de 15 000 personnes pour la prière. La cérémonie d'inauguration du nouveau bâtiment de la mosquée Jome est présidée par Shavkat Mirziyoyev,.